# کوکو (عطر)
کوکو (به انگلیسی: Coco) کوکو شنل، یک عطر مشهور و زنانه از شرکت شنل است که در سال ۱۹۸۴ معرفی و رایحه آن توسط عطرساز مشهور Jacques Polge ساخته شده‌است. در سال ۱۹۹۱، بازیگر، مدل و خواننده فرانسوی ونسا پارادی، در تبلیغاتی برای عطر، لباسی پوشیده از پرهای سیاه به تن کرد و پرنده ای را در حال تاب خوردن در قفس به تصویر کشید.  آگهی، با عنوان L'esprit de Chanel («روح شنل») توسط ژان پل گود فیلمبرداری شده است.

## کمپین های تبلیغاتی

### آگهی های بازرگانی با اینس د لا فرسانژ
اولین کمپین مطبوعاتی کوکو در سال ۱۹۸۴ به ابتکار ژاک هلیو، مدیر هنری عطرهای شنل راه اندازی شد. این تبلیغ ستاره ای دارد: اینس د لا فرسانژ. این تبلیغ تلویزیونی با عنوان دختر سکسی و توسط پائولو روورسی کارگردانی شده است. کمپین جدیدی در سال ۱۹۸۶ توسطL'Opéra، یک فیلم تبلیغاتی به کارگردانی ریچارد آودون، راه اندازی شد . سپس، در سال ۱۹۸۸ ، اینس د لا فرسانژ قهرمان فیلم به کارگردانی تونی اسکات، با نام بله کوچک برای یک نام بزرگ ایجاد شد. اما پس از درگیری با کارل لاگرفلد، مدیر هنری شاخه مد لباس آن زمان، در اوایل دهه ۱۹۹۰، شنل را ترک کرد.

### تبلیغات با ونسا پارادی
با بیشترین صلاحدید بود که مدیریت شنل در آغاز سال ۱۹۹۰ تصمیم گرفت ونسا پارادی را برای نمایندگی این برند استخدام کند. باید گفت که این هنرمند با پیروزی فیلمزفاف سپید در پایان سال ۱۹۸۹ و موفقیت آلبوم تغییرات در عشق تو با سرژ گنسبور در اوج محبوبیت قرار داشت. علاوه بر این، او یکی از معدود زنان فرانسوی است که در سراسر جهان، از اروپا تا آسیا، شناخته شده است.
ژاک هلئو سپس به ژان پل گود برای کارگردانی فیلم تبلیغاتی فکر کرد. کاری که او در سال قبل برای عطر Egoïste انجام داده بود باعث شد فروش او به شدت افزایش یابد. 
مهمتر از همه، این دو مرد می‌خواهند که او با تصویر ستاره‌اش و یک مدل خون‌آشام شده توسط برند، خودش باقی بماند.
فیلمبرداری این تبلیغات در ۱۵ دسامبر ۱۹۹۰ آغاز شد. تا آن زمان، تنها یک روزنامه در مورد این شایعه گزارش دهد، La Tribune de l'Expansion؛ در روز جمعه ۲ نوامبر ۱۹۹۰: «ونسا پارادی: مدل ستاره آینده شانل؟. برای حفظ محرمانگی بیشتر، این پروژه با کد Zoé  شناخته شد. روزنامه فیگارو این اطلاعات را در نسخه خود تأیید کرد. ۱۱ آوریل: فیلمبرداری ونسا پارادی برای شنل. سپس ال و مادام فیگارو ونسا را روی جلد قرار دادند و هر کدام یک مصاحبه منتشر کردند. ارتباط در اکتبر ۱۹۹۱ پخش برنامه تلویزیونی در فرانسه آغاز شد.
برای بازار آمریکا در سال ۱۹۹۲، تصویری جدید ایجاد شد: ونسا که روی یک پایه ایستاده بود و یک بطری بزرگ عطر را می کوبید. این عکس در اروپا برای کمپین مطبوعاتی جدید از سال ۱۹۹۳ استفاده شد. انتشارات در پایان سال ۱۹۹۴ متوقف شد، زمانی که ونسا پارادی برای فیلم الیزا بازیگر شد. تصاویری از جلسه عکس در مستند پخش شد، ونسا پارادی (آلبوم) پخش شده از کانال+.

### تبلیغات با شالوم هارلو
ونسا پارادی در سال ۱۹۹۵، حرفه سینمایی خود را بازسازی کرد، دیگر در آن زمان با انتظارات برند مطابقت نداشت. در فوریه ۱۹۹۵ در کانادا، پارادی به خاطر داشتن ۳ کیلوگرم حشیش بازداشت شد و قرار داد با کوکو فعلا فسخ شد. تصمیم گرفته شد که کوکو با مدل کانادایی شالوم هارلو جایگزین شود. یک کمپین مطبوعاتی از سال ۱۹۹۷ در مجلات زنان ظاهر شد. این آخرین کمپین این عطر است.